# Gare de Quimperlé
Ne doit pas être confondu avec Gare de Quimper.
La gare de Quimperlé est une gare ferroviaire française de la ligne de Savenay à Landerneau, située près du centre de la ville de Quimperlé, dans le département du Finistère, en région Bretagne.
Elle est mise en service en 1863 par la compagnie du chemin de fer de Paris à Orléans (PO).
C'est une gare de la Société nationale des chemins de fer français (SNCF), desservie par des TGV inOui et des trains TER Bretagne.

## Situation ferroviaire
Établie à 37 mètres d'altitude, la gare de Quimperlé est située au point kilométrique (PK) 639,694 de la ligne de Savenay à Landerneau, entre les gares ouvertes de Gestel et de Bannalec. Auparavant la gare de Mellac - Le Trévoux, aujourd'hui fermée, s'intercalait entre Quimperlé et Bannalec. En direction de Lorient, la gare est précédée par un viaduc qui permet le franchissement de la Laïta à 30 mètres au-dessus de la ria où remonte la marée.

## Histoire
L'inauguration de la section, à voie unique sur une plate-forme prévue pour deux voies, entre Lorient et Quimper, a lieu le 7 septembre 1863. Ce train inaugural s'arrête dans la gare de Quimperlé avant de poursuivre son voyage vers Quimper.
La mise en service officielle de la gare de Quimperlé, avec l'ouverture de l'exploitation par la compagnie du PO, a lieu le lendemain de l'inauguration, le 8 septembre 1863. Elle dispose d'un bâtiment voyageurs réalisé sous la direction de l'architecte de la compagnie Phidias Vestier.
Une marquise est ajoutée au bâtiment voyageurs en 1910.

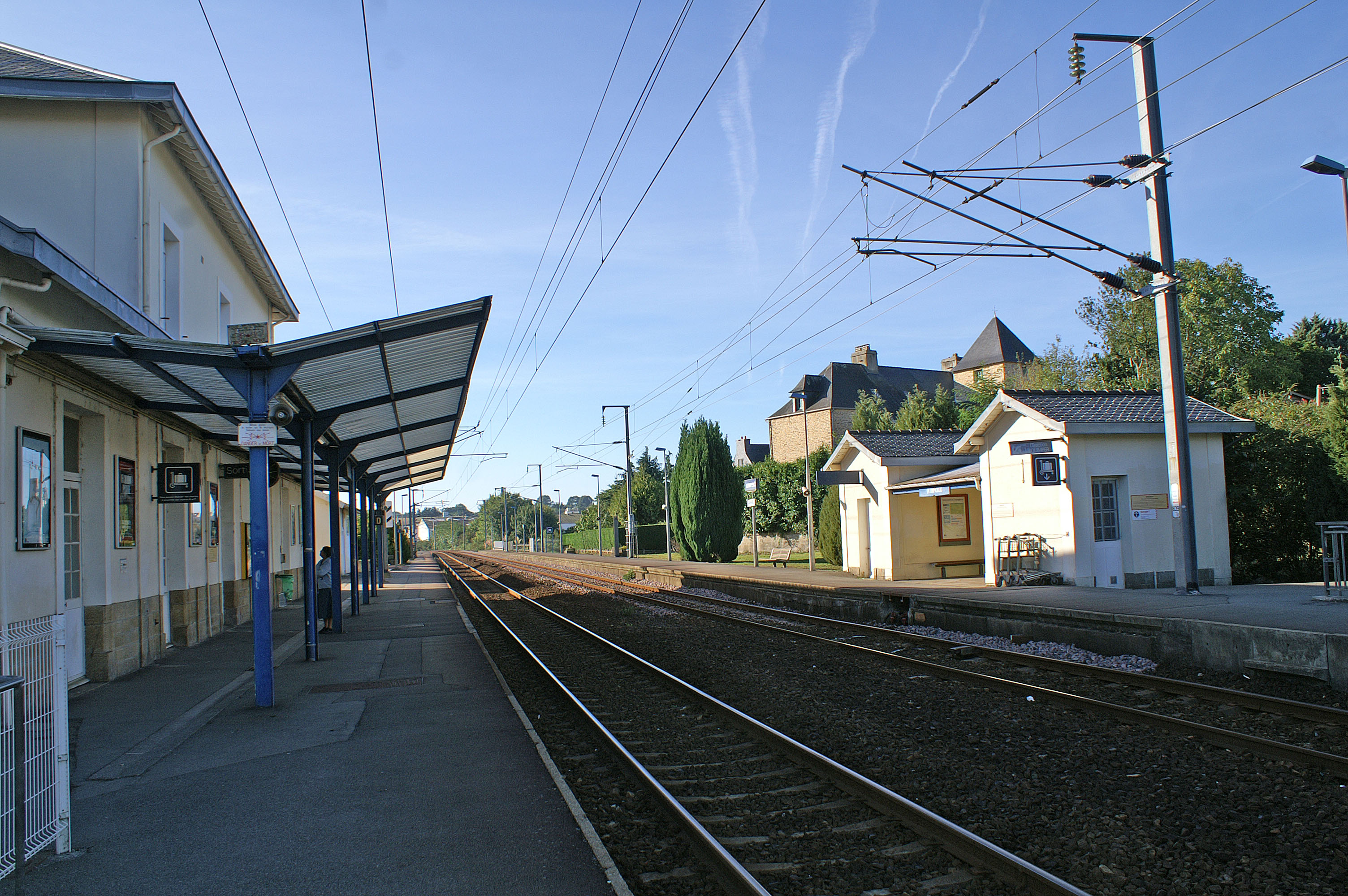
L'intérieur de la gare, vu en direction de Lorient en 2010.

Dans les années 1900 la consommation du cidre a conquis de nouveaux marchés en France et à l'exportation, les pommes bretonnes sont transportées par wagons vers ses nouveaux lieux de production. En 1903, la production locale est faible mais pendant la période de récolte, en septembre et octobre, une moyenne de 40 wagons sont chargés de pommes chaque jour dans la gare.
Au début des années 1990, la ligne est électrifiée pour préparer la venue du TGV. Le passage à niveau no 484, situé en bout de quai, est supprimé. Un souterrain est construit pour permettre le passage, en toute sécurité, d'un quai à l'autre.
Au début du XXIe siècle le transport ferroviaire des voyageurs progresse, avec 256 787 voyageurs transitant en gare en 2008, la progression est de plus de 16 % supérieure à 2007. Cette évolution positive de la fréquentation est sensible dans les TGV en saison estivale et dans les TER pour le restant de l'année, ou l'on compte 60 % d'abonnés. La desserte journalière représente trois TGV et 26 arrêts de TER, dans chaque sens de circulation. En 2012, la croissance de la fréquentation de la gare est toujours en hausse avec 262 924 voyageurs.

## Fréquentation
| Année | Passagers | Variation annuelle |
| ----- | --------- | ------------------ |
| 2011  | 244 519   | 0 %                |
| 2012  | 262 924   | +7,5 %             |
| 2014  | 269 277   | +2,4 %             |
| 2015  | 269 023   | 0 %                |
| 2016  | 266 432   | -0,9 %             |
| 2017  | 282 471   | +6,1 %             |
| 2018  | 269 283   | -4,8 %             |
| 2019  | 300 957   | +11,8 %            |
| 2020  | 225 485   | -25,1 %            |
| 2021  | 301 917   | +33,9 %            |
| 2022  | 409 857   | +35,8 %            |
| 2023  | 446 178   | +8,9 %             |

Le chiffre de la fréquentation en 2020 est en baisse de 25 % par rapport à 2019, du fait de la pandémie de Covid-19 et de ses conséquences.

## Service des voyageurs

### Accueil
Gare SNCF, elle dispose d'un bâtiment voyageurs avec guichets ouverts tous les jours. Un distributeur automatique de billets TER est disponible à l'entrée des quais, il est accessible aux heures de fermetures du bâtiment voyageurs. L'accès au quai de la voie 1, en direction de Quimper, se fait par un passage souterrain avec ascenseurs.

Installations
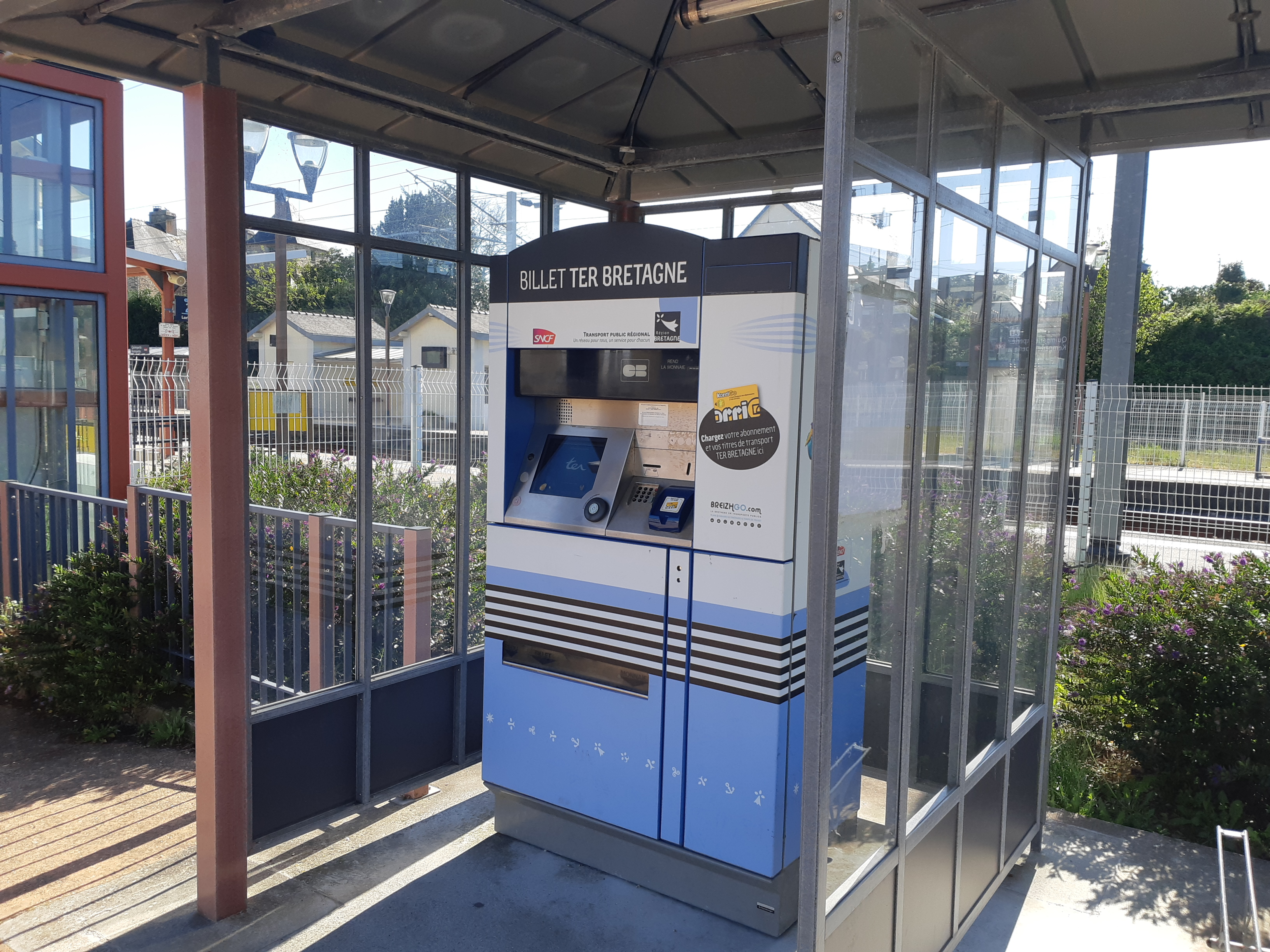
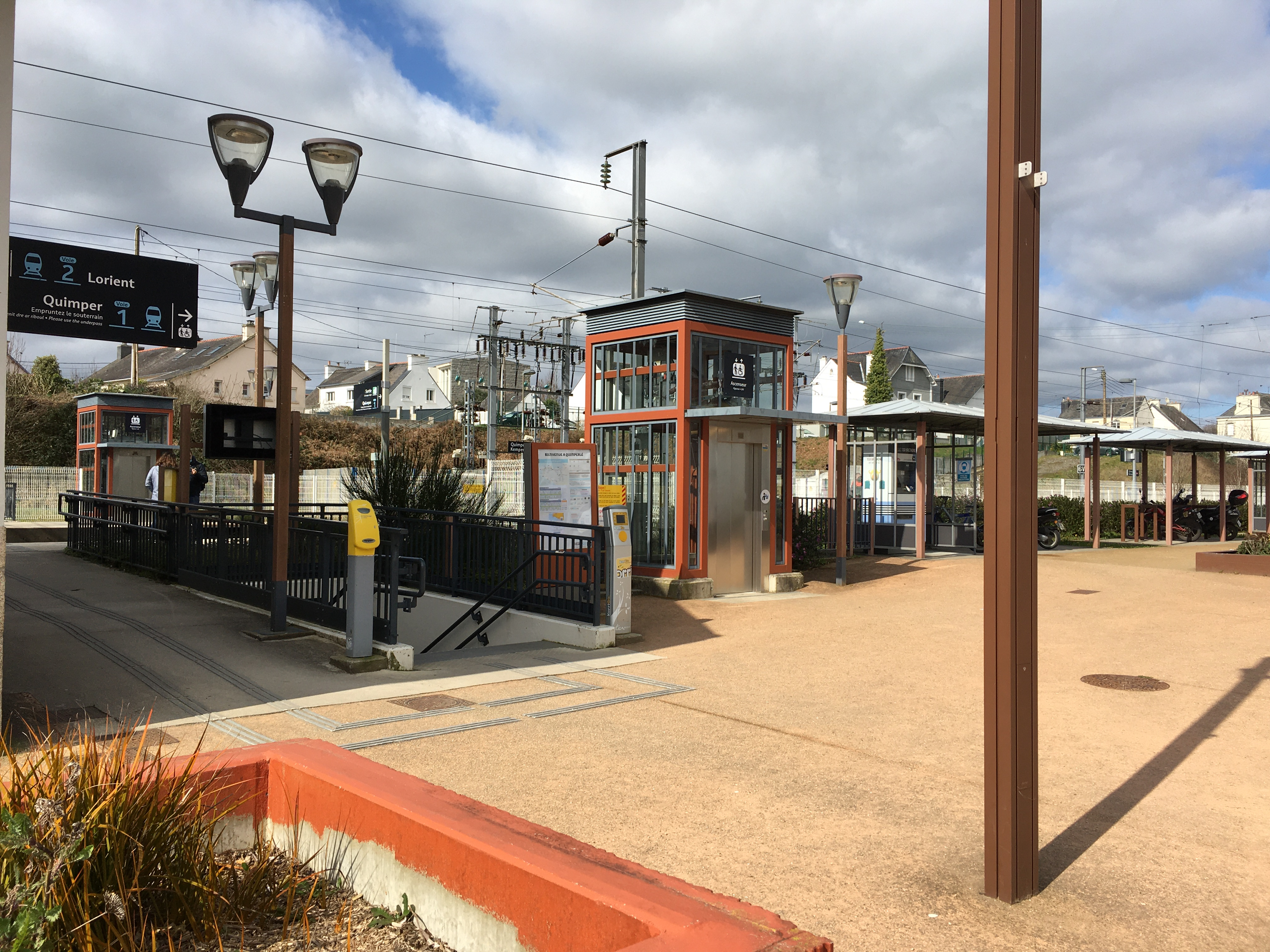
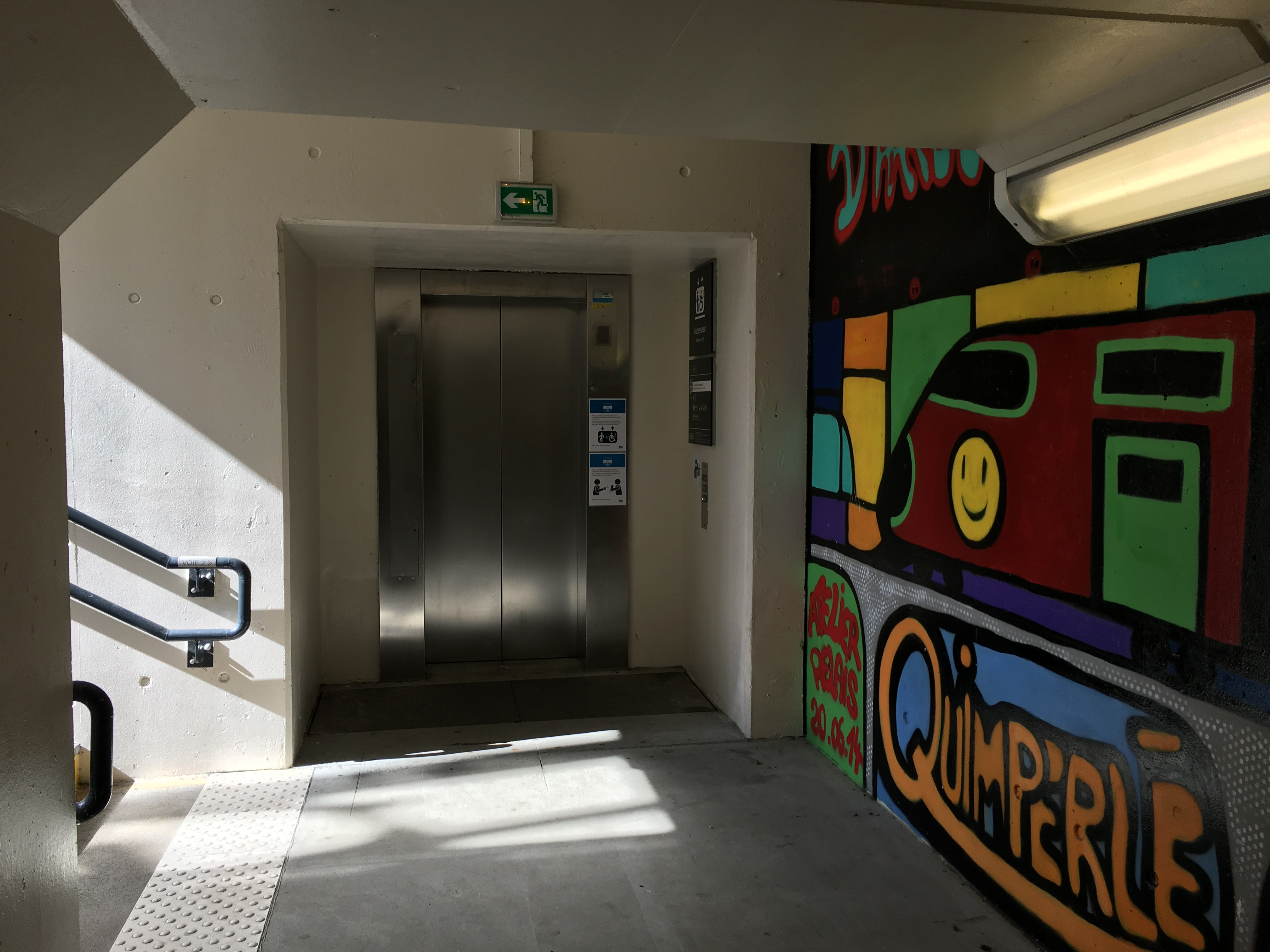

### Desserte
Quimperlé est desservie par des TGV inOui de la relation Paris-Montparnasse - Rennes - Quimper, et par des trains TER Bretagne qui effectuent des missions entre les gares : de Quimper et Lorient, ou Rennes, ou Nantes.

Installations
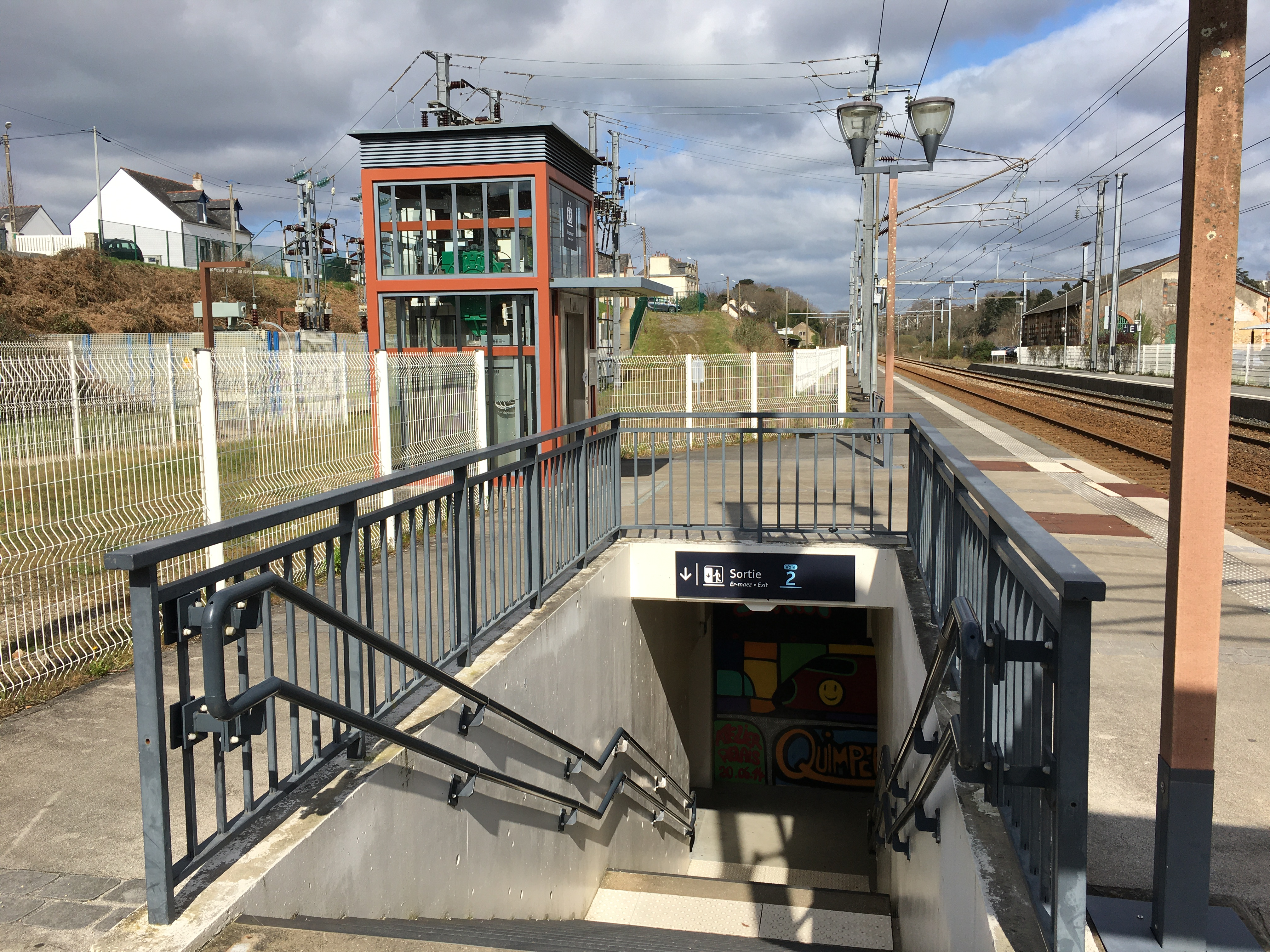
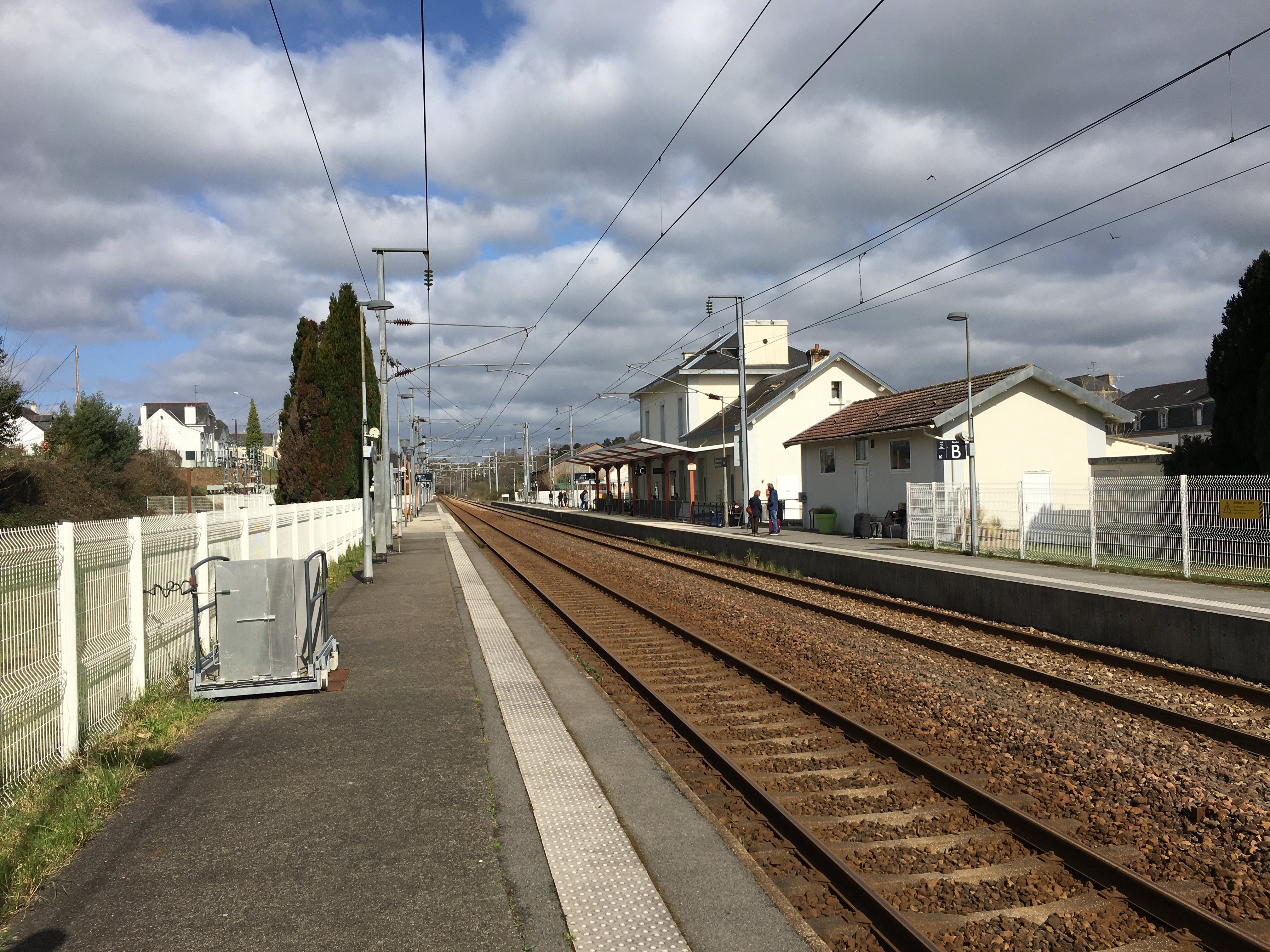
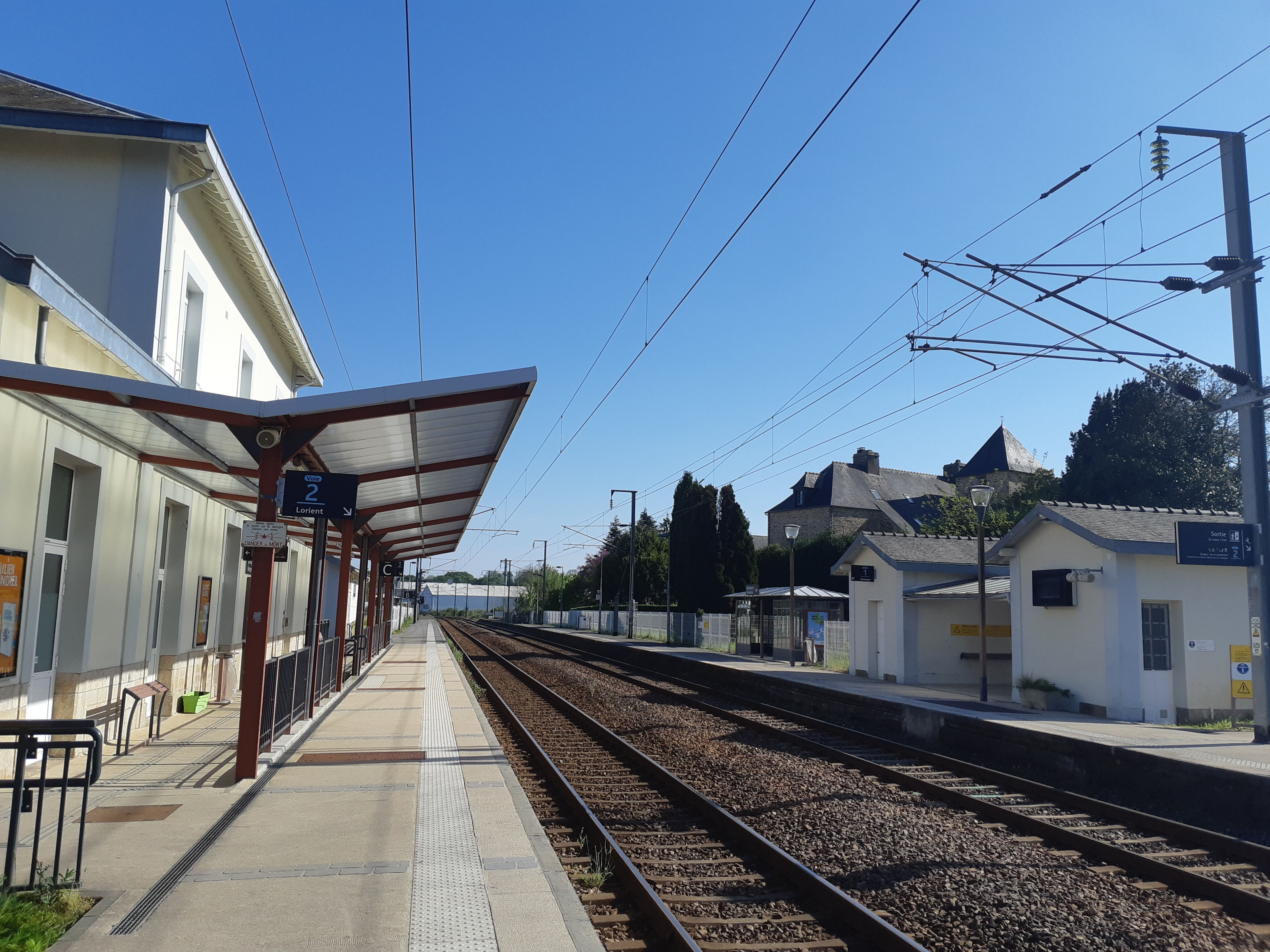

### Intermodalité
Un pôle d'échanges est construit depuis 2017, permettant un accès par l'ouest à la gare via une rampe piéton. Les espaces extérieurs furent réaménagés pour le stationnement automobile et l'accès aux transport publics. Elle est équipée d'abris à vélos, du côté du centre-ville (boulevard de la Gare).
La gare est desservie par des bus du réseau Tro Bro Kemperle (TBK), via les lignes A, B et C du réseau urbain, ainsi que les lignes 1, 2, 3, 4, 5, 6, 7, 8 et 10 du réseau interurbain.